# Douglas Edmunds
Douglas Edmunds (Glasgow, Escocia; 29 de mayo de 1944-30 de octubre de 2020) fue un empresario y excompetidor de los Juegos de la montaña, creador de la Federación Internacional del Atletismo de Fuerza (IFSA) en 1995.

## Biografía

### Competidor de los juegos de la montaña
En 1969 Edmunds terminó su carrera de ingeniería química, y poco después se convirtió en el dueño (junto con un socio) de una empresa de vacas. Durante los años 1970 participó en los eventos de fuerza de los juegos de la montaña (se lo considera uno de los mejores de la historia en el lanzamiento del tronco). Además, por esos años también se destacó como jugador de rugby a nivel intermedio. En los años 1980 Edmunds fue ingeniero metalúrgico en algunas minas de cobre en Zambia.

### Padre del atletismo de fuerza
En 1977 se transmitió por primera vez la competición de el hombre más fuerte del mundo como un show televisivo, que en poco tiempo derivaría en el nacimiento de un nuevo deporte: el atletismo de fuerza. Este "nuevo" deporte (de alguna manera existía desde tiempos antiguos) contenía elementos del levantamiento de potencia y la halterofilia, mezclado con eventos de los juegos de la montaña. A partir de entonces Edmunds se convirtió en el organizador de los eventos (piedras de Atlas, pilares de Hércules, etc.) del strongman. En los años siguientes mantuvo una gran amistad con Jón Páll Sigmarsson, competidor islandés que vivió algunos años en Escocia.
En 1995 Edmunds junto con el historiador David Webster, funda la Federación Internacional del Atletismo de Fuerza (IFSA), es decir que a partir de entonces el atletismo de fuerza ya tenía una organización. A partir de entonces Edmunds se considera como el padre del atletismo de fuerza moderno. Su hijo Gregor Edmunds compite actualmente en los juegos de la montaña.